# Буцефаландра
Буцефаландра (лат. Bucephalandra) — род многолетних вечнозелёных травянистых болотных растений семейства Ароидные (Araceae). Многие виды выращиваются в качестве аквариумных растений.

## Ботаническое описание
Небольшие вечнозелёные травы.
Стебли ползучие, на концах восходящие.

### Листья
Листья многочисленные. Влагалища с длинными опадающими язычками.
Окраска листьев от синеватого до зеленого цвета, с красноватым или даже серебристым переливом в лучах отраженного света. Развиваются различные виды растения по-разному – одни виды растут сравнительно быстро, выпуская по одному листочку в неделю, другие же напротив – крайне медленно, выпуская новый лист в 1,5, а то и в 2 месяца. Соответственно и размеры растений могут быть различными – одни являются очень маленькими, другие же, напротив, большие, сродни другим аквариумным растениям. Разные виды растений имеют и различную структуру листа. Так имеются экземпляры с волнистыми или прямыми краями, мягкими или жесткими на ощупь. Многие виды буцефаландр имеют мелкие блестящие вкрапления на лицевой стороне листа, причем они такие мелкие, что их зачастую очень трудно заметить.
Листовая пластинка эллиптическая, эллиптически-продолговатая, линейно-обратноланцетовидная или овальная, кожистая, снизу пятнистая, на вершине с трубчатым окончанием. Первичные боковые жилки перистые, сливаются в заметную общую краевую жилку; жилки более высокого порядка параллельно-перистые.

### Соцветия и цветки
Соцветие единичное. Цветоножка почти равная черешкам, позднее удлинняющаяся.
Покрывало эллипсоидное, остроконечное на вершине, не сжатое, снизу бледно-зелёное, свёрнутое, широковоронкообразное, неопадающее, закрывающее созревающие плоды, в верхней части белое, раскрытое в период цветения, впоследствии опадающее.
Початок короче покрывала, с несколькими стерильными цветками в самом низу; женская зона цилиндрическая, у́же, чем верхняя часть, из двух — шести спиралей, отделённая от мужской зоны несколькими рядами (в основном двумя) плоских, гладких, чешуеподобных стаминодиев; мужская зона с двумя — пятью рядами цветков; верхушечная стерильная зона шаровидная или от эллипсоидной до полуцилиндрической, состоящая из усечённых, от обратнопирамидальных до полуцилиндрических, нитевидных стерильных мужских цветков, более-менее сросшихся на самом верху.
Цветки однополые, без околоцветника. Мужской цветок состоит из одной тычинки; нить различимая, но короткая; связник более-менее незаметный; теки эллипсоидные, вскрываются порой на конце верхушечного рожка. Пыльца выталкивается каплями, эллипсоидная, среднего размера (29 мкм); экзина гладкая. Женский цветок: гинецей сжато-шаровидный, одногнёздный; семяпочки в большом количестве, ортотропные; фуникул различимый; плацента базальная; рыльце сидячее, дискообразное, немного вогнутое в центре, у́же завязи.

### Плоды
Плоды — ягоды, от шаровидных до эллипсоидных, с многочисленными семенами.
Семена узкие, эллипсоидные, с длинным изогнутым концом; теста от немного продольноребристой до шероховатой; зародыш прямой, удлинённый; эндосперм обильный.

## Распространение
Эндемик Калимантана.
Растения растут в тропических влажных лесах; реофиты.

## Классификация

### Виды
В то время как (традиционно отстающей от коммерции) академической наукой в роду насчитывается только несколько видов, коммерческой аквариумистике известно уже около двухсот видов и вариативов, и их число постоянно растёт.
- Bucephalandra gigantea Bogner
- Bucephalandra motleyana Schott typus